# Bénivay-Ollon
Bénivay-Ollon är en kommun i departementet Drôme i regionen Auvergne-Rhône-Alpes i sydöstra Frankrike. Kommunen ligger i kantonen Buis-les-Baronnies som tillhör arrondissementet Nyons. År 2022 hade Bénivay-Ollon 76 invånare.

## Befolkningsutveckling
Antalet invånare i kommunen Bénivay-Ollon
Referens:INSEE